# 30 січня
30 січня — 30-й день року в григоріанському календарі. До кінця року залишається 335 днів (336 днів — у високосні роки).

## Свята і пам'ятні дні

### Національні
- Азербайджан: День працівників митної служби.
- Індія: День страдників за незалежність Індії.
- Іспанія: Шкільний день ненасильства й миру.
- Україна: День спеціаліста військово-соціального управління Збройних сил України.

### Релігійні

#### Західне християнство
- Пам'ять святих Аделельма Бургоського[en], Алдеґунди[en], Арментарія Павійського, Балтільди[en], Броніслава Маркевича[pl], Балтільди[en], Гіацинти Маріскотті[en], Мартини Римської[en], Матея I Єрусалимського, Мутьєн-Марі Віо[en] та Савини Міланської[en];
- Короля Карла Мученика[en] (Англіканська церква).

#### Східне християнство
- Свято Трьох Святителів: святих великих архиєреїв Василія Великого, Григорія Богослова та Івана Золотоустого;
- Пам'ять священномученика Іполита та з ним мчч. Кенсорина, Савина, Фрисії, діви та інших 20 мучеників;
- Пам'ять преподобних Зинона Посника та Зинона Каппадокійський, учня свт. Василія Великого;
- Пам'ять мученика Теофіла Нового;
- Пам'ять царя Петра І Болгарського[1];
- Пам'ять Антонія Великого (Коптська церква).

## Іменини
✝  Католицькі: Аделельм, Алдеґунд, Арментарій, Балтільда, Броніслав, Гіацинта, Марі, Мартина, Матей, Мутьєн, Савина.
✙ Православні: Василь, Григорій, Іван, Зинон, Іполит, Кенсорин, Петро, Савин, Теофіл, Фрисія.

## Події

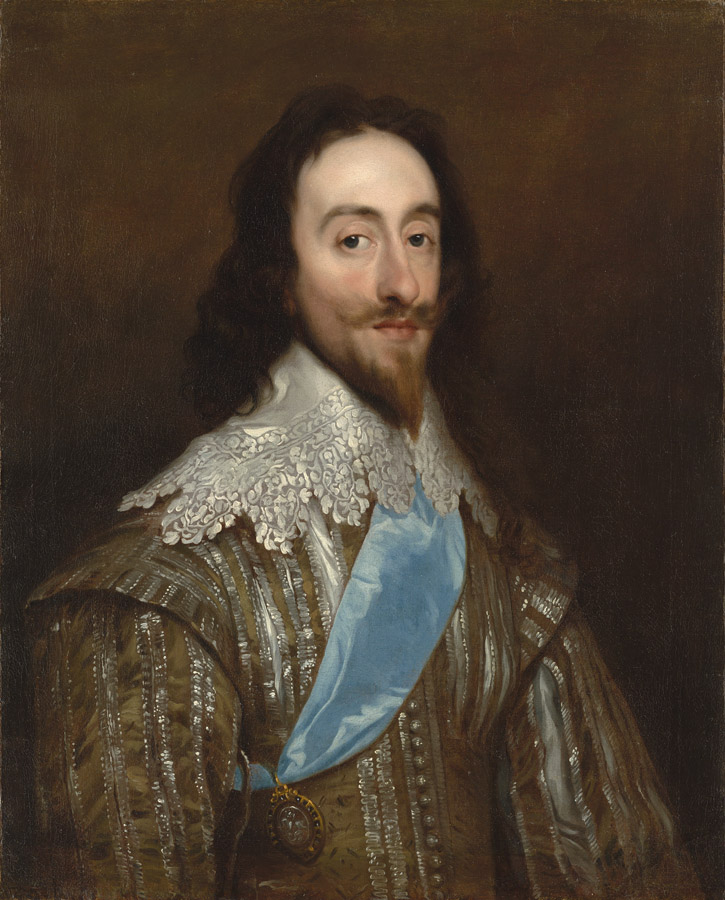
Карл І

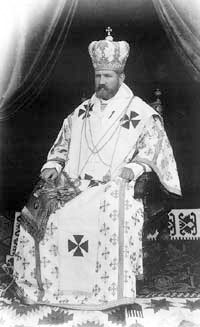
Митрополит Андрей Шептицький

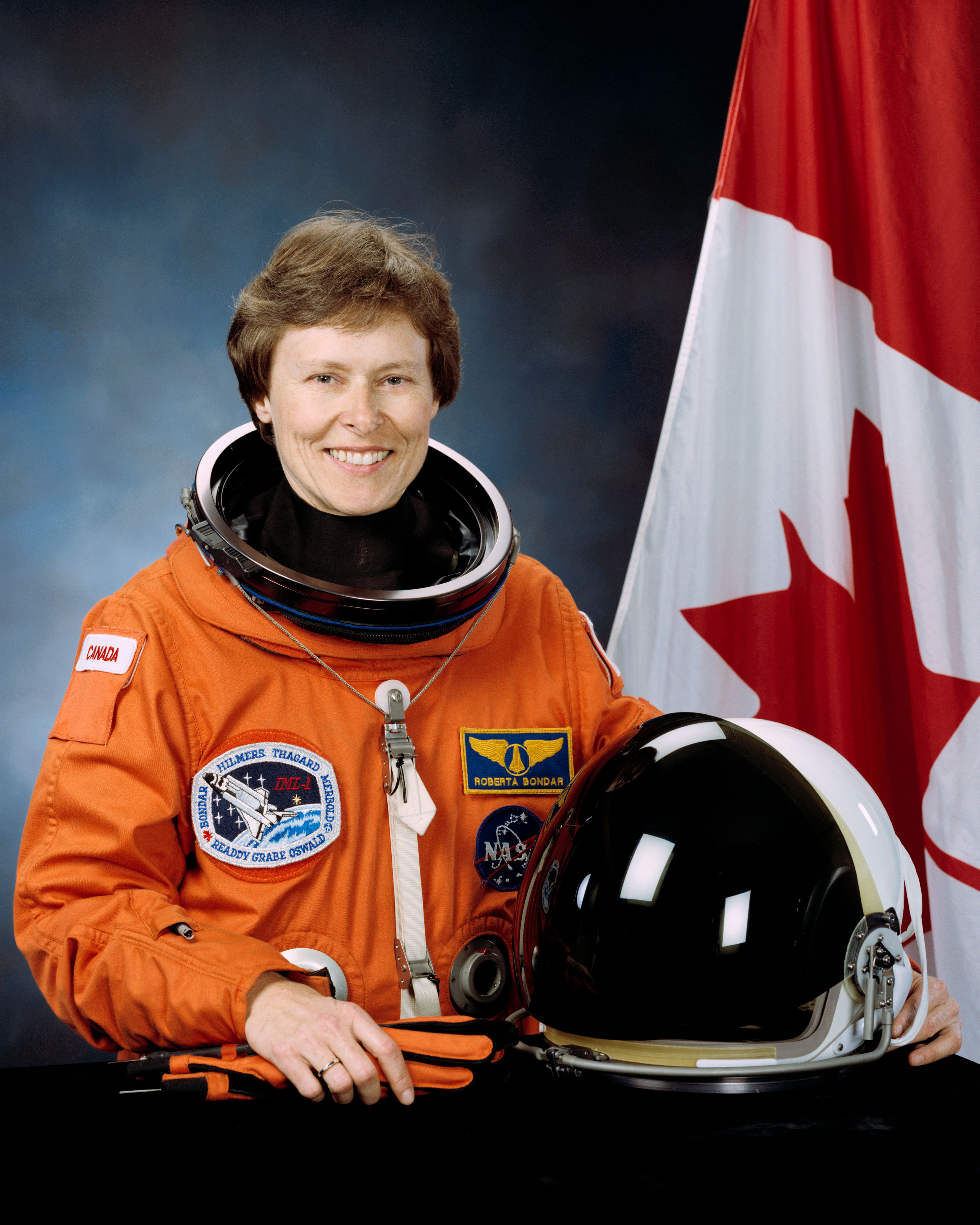
Роберта Бондар

- 9 до н. е. — урочисте освячення на Марсовому полі в Римі «Вівтаря Миру» з білого мармуру на честь тріумфу імператора Августа.
- 1018 — в замку Ортенбург у Будишині польський князь Болеслав Хоробрий уклав з імператором священної римської імперії Генріхом ІІ мирну угоду.
- 1607 — внаслідок катастрофічної повені затоплено близько 200 миль2 вздовж берегів Бристольського каналу та Севернського естуарію. Загинуло близько 2000 осіб.
- 1644 — Охматівська битва війська Конецпольського та Вишневецького з татарами Тугай-Бея.
- 1648 — Нідерландська революція: укладено Мюнстерський мирний договір, що припинив війну між Нідерландами та Іспанією.
- 1649 — королю Англії Карлу І відрубали голову.
- 1697 — за одну ніч Ісаак Ньютон вирішує задачу Йоганна Бернуллі про брахістохрону — і попутно відкриває варіаційне числення.
- 1703 — згідно з переказами, в Едо відбулась помста сорока семи самураїв — колишніх васалів клану Ако — за свого пана.
- 1722 — у Москві заснована посада обер-поліцмейстера — найвища поліцейська посада міста.
- 1790 — у Великій Британії відбулися випробування першого спеціально сконструйованого рятувального судна, яке прослужило потім 40 років і допомогло врятувати життя сотень людей у штормовому морі.
- 1801 — опубліковано маніфест російського імператора Павла I про анексію Росією Грузинського царства (Картлі-Кахеті).
- 1835 — Річард Лоуренс скоїв замах на президента США Ендрю Джексона.
- 1847 — місто Єрба Буена у Каліфорнії перейменоване у Сан-Франциско.
- 1853 — в соборі Паризької Богоматері 45-річний імператор Франції Наполеон III повінчався з іспанською графинею Євгенією Монтіхо.
- 1868 — у Києві відкрилася музична школа (тепер — Київське музичне училище імені Рейнгольда Ґлієра).
- 1894 — Чарльз Кінг із Детройта, штат Мічиган, запатентував пневматичний молоток.
- 1901 — інтронізація Шептицького на Галицького митрополита.
- 1902 — Велика Британія та Японія підписали угоду про захист взаємних інтересів у Китаї та Японії.
- 1911 — внаслідок виверження вулкана Таал на Філіппінах загинули понад півтори тисячі осіб. За 10 хвилин на відстані 10 км було знищене все живе.
- 1915 — атакуючи французький порт Гавр, німецький флот вперше використовує підводні човни.
- 1918 — Українська Центральна Рада ухвалила створити добровольчу українську армію.
- 1930 — почалось розкуркулення заможних селян радянською владою: Політбюро ЦК ВКП(б) СРСР видало постанову «Про заходи щодо ліквідації куркульських господарств…», що запустила тотальні репресії проти селян. Ліквідація селян-господарів полягала у повному позбавленні власності, виселенні цілими родинами, а в разі спротиву — фізичному знищенні.
- 1930 — здійснений запуск першого у світі радіозонда для дослідження атмосфери.
- 1931 — у Лос-Анджелесі відбулась прем'єра німого кінофільму Чарлі Чапліна «Вогні великого міста».
- 1932 — у Фінляндії запроваджено в дію «сухий закон».
- 1933 — прихід націонал-соціалістів на чолі з Адольфом Гітлером до влади в Німеччині.
- 1934 — у Мордовії стратостат «Осоавіахім-1» вперше в світі досяг висоти 20600 м. При спуску зазнав катастрофи і всі три члени екіпажу загинули.
- 1941 — британська 8-ма армія перемогла сили Італії та зайняла місто Дерна в Лівії.
- 1972 — у північноірландському Деррі британські солдати розстріляли демонстрацію ірландських католиків, вбивши 14 людей; ці події названі «Кривавою неділею».
- 1992 — у Гельсінкі Україна приєдналася до членства Наради з безпеки і співробітництва в Європі (НБСЄ).
- 1992 — Ісландія визнала незалежність України.
- 1992 — Україна встановила дипломатичні відносини з Королівством Іспанія.
- 1992 — перша канадська жінка-астронавт українського походження Роберта Лінн Бондар закінчила восьмиденну місію на човнику НАСА «Діскавері».
- 1998 — створено Комітет керівників органів по роботі з особовим складом міністерств оборони країн-учасниць СНД.
- 2004 — створено першу статтю Вікіпедії українською мовою — Атом.
- 2007 — вийшла в продаж операційна система Windows Vista.
- 2015 — пожежа у Фундаментальній бібліотеці ІНІОН.

## Народились

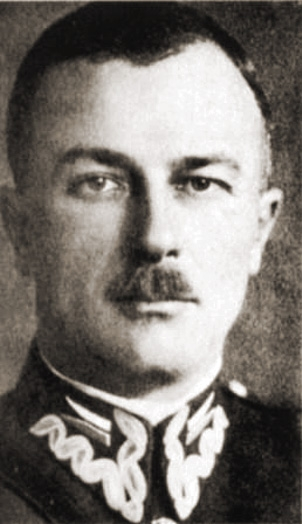
Петро Дяченко

Дивись також Категорія:Народились 30 січня
- 58 до н. е. — Лівія Друзілла, дружина Октавіана Августа (38 до н. е. — 14), мати імператора Тиберія, прабаба імператора Калігули, баба імператора Клавдія і прапрабаба імператора Нерона.
- 1720 — Бернардо Беллотто, італійський живописець і графік, представник т. зв. «ведутного» живопису.
- 1765 — Василь Кукольник, український науковий і культурно-освітній діяч, учений-енциклопедист. Доктор вільних мистецтв, філософії і права. Батько Нестора, Платона та Павла Кукольників.
- 1781 — Адельберт фон Шаміссо, німецький поет, натураліст і дослідник. Cham — символ Шаміссо, який вживають при латинських назвах ботанічних видів, які він описав.
- 1848 — Фердинанд Манліхер, австрійський інженер, зброяр, конструктор магазинної і автоматичної гвинтівок та автоматичного пістолета.
- 1869 — Оскар Каміонський, український оперний і камерний співак.
- 1882 — Франклін Рузвельт, американський політичний і державний діяч, 32-й президент США (1933—1945)
- 1895 — Петро Дяченко, командир полку Чорних Запорожців, командир 2-ї дивізії Української Національної Армії, генерал-хорунжий УНА в екзилі.
- 1899 — Володимир Горбовий, діяч УВО і ОУН, адвокат у Галичині, оборонець у політичних процесах.
- 1900 — Ісак Дунаєвський, радянський композитор українського єврейського походження.
- 1904 — Іван Алексенко, український радянський інженер-конструктор танкобудівник, засновник і перший керівник спеціального конструкторського бюро машинобудування (СКБМ) Харківського паровозобудівного заводу, творець перших радянських середніх танків Т-12 і Т-24.
- 1904 — Антон Комар, фізик (†1985).
- 1905 — Оксана Мешко, біологиня, учасниця опозиційного руху в Україні в повоєнний період, фактичний голова Української Гельсінської групи в кінці 1970-х.
- 1912 — Барбара Такман, американський історик, письменник, журналіст, найбільше відома за книгою «Серпневі гармати» (†1989).
- 1920 — Делберт Манн, американський режисер кіно і телебачення. Отримав премію «Оскар» за дебютний фільм «Марті». Режисер фільмів «Любов під в'язами», «Джейн Ейр», «На західному фронті без змін».
- 1923 — Леонід Гайдай, радянський кінорежисер.
- 1925 — Дуглас Енгельбарт, один з перших дослідників людино-машинного інтерфейсу і винахідник комп'ютерного маніпулятора — миші.
- 1927 — Улоф Пальме, прем'єр-міністр Швеції (1969–76 і 1982–86).
- 1930 — Всеволод Нестайко, український дитячий письменник.
- 1937 — Ванесса Редґрейв, британська актриса, лауреат премії «Оскар»
- 1951 — Філ Коллінз, англійський співак, актор.
- 1956 — Федір Шпиг, український економіст, фінансист, громадський і політичний діяч; президент Асоціації аматорського футболу України.

## Померли

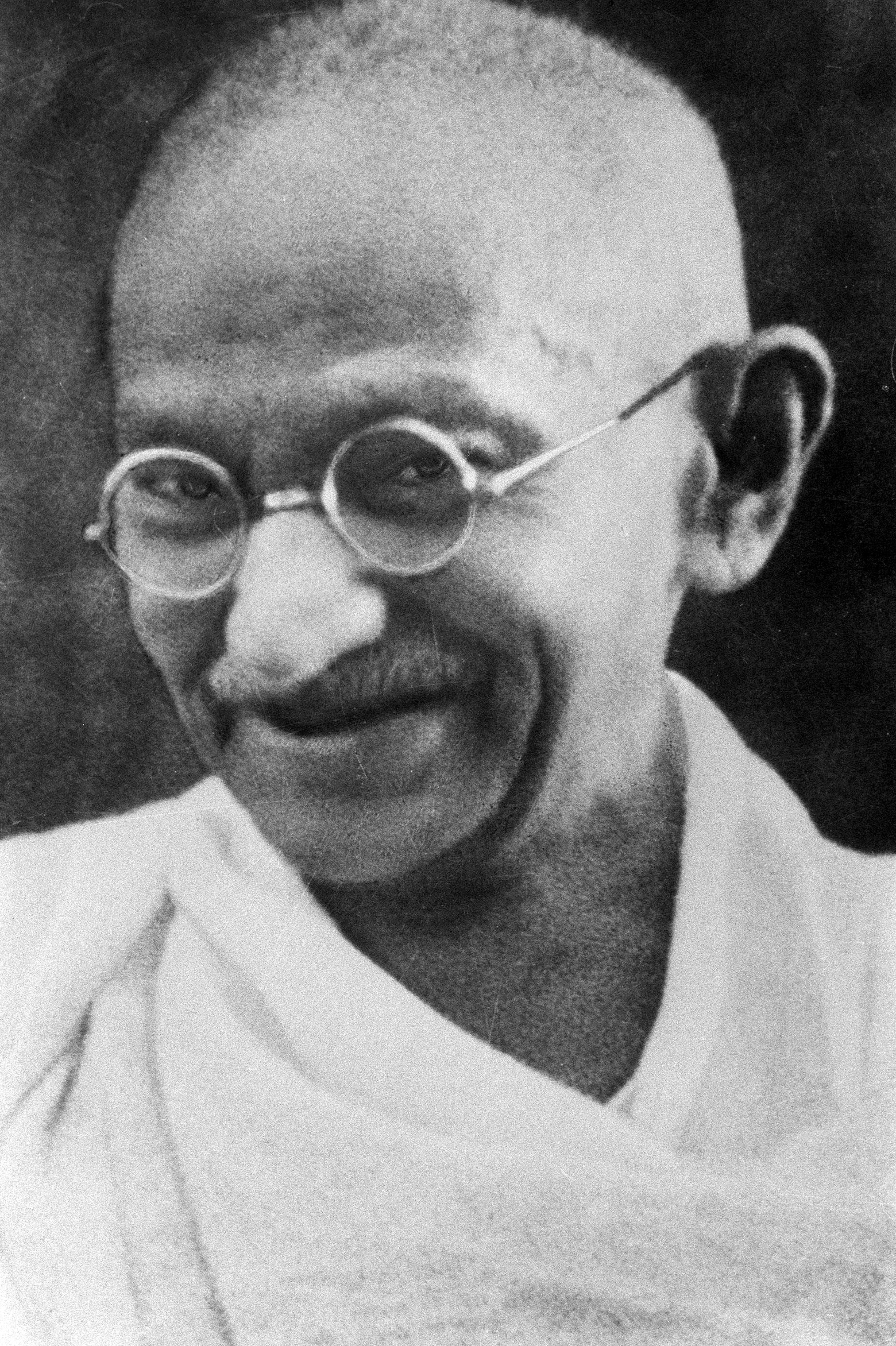
Магатма Ґанді

Дивись також Категорія:Померли 30 січня
- 1649 — Карл I, король Англії з династії Стюартів, страчений за державну зраду після поразки у громадянській війні.
- 1652 — Жорж де Латур, французький живописець з Лотарингії.
- 1669 — Павло Алеппський, сирійський архідиякон, мандрівник, письменник, автор розповіді «Подорож патріарха Макарія».
- 1838 — Оцеола, вождь індіанського племені семінолів.
- 1925 — Микола Кульчицький, гістолог, професор Харківського університету, з 1918 року — професор Оксфордського університету (Велика Британія).
- 1948 — Магатма Ґанді, індійський громадський та державний діяч, один із керівників та ідеолог національно-визвольного руху Індії, творець філософії ненасильства, «батько нації».
- 1951 — Фердинанд Порше, один з найкращих автомобільних конструкторів XX століття, засновник компанії Porsche.
- 1958 — Ернст Гайнкель, німецький інженер-авіаконструктор, засновник фірми Heinkel.
- 1963 — Франсіс Пуленк, французький композитор.
- 1982 — Віктор Глушков, український математик, піонер вітчизняної комп'ютерної техніки.
- 1991 — Джон Бардін, американський фізик, єдиний у світі науковець, двічі удостоєний Нобелівської премії в одній номінації — з фізики (1956, 1972).
- 1994 — П'єр Буль, французький письменник.
- 1995 — Джеральд Даррелл, британський вчений-зоолог.
- 1998 — Віктор Цимбаліст, український актор.
- 2007 — Сідні Шелдон, американський письменник, лауреат премії «Оскар».
- 2011 — Джон Баррі, англійський композитор, автор музики до фільмів.
- 2014 — Жан Бабілє, французький артист балету і хореограф.
- 2015 — Франсеск Торрес Монсо, іспанський скульптор.